# Museo Municipal de Siete Aguas
El Museo Municipal de Siete Aguas (Provincia de Valencia, España) cuenta con material paleontológico procedente del término municipal, y se presenta al público acompañado de documentación gráfica sobre su situación cronológica y estratigráfica, primando en todo caso la información local sobre la más general. Sólo es una pequeñísima muestra representativa de las importantes estaciones fosilíferas que existen en el territorio, con una gran variedad de especies a menudo en espectaculares condiciones de conservación.

## Otros contenidos
- Una vitrina recoge los ajuares procedentes de la excavación llevada a cabo por el Servicio de Investigación Prehistórica de la Diputación Provincial, en la denominada Covacha Botia como mención a su descubridor. El ajuar funerario que se recuperó, reorganizado con vista a hacer más inmediata su lectura, será expuesto al completo, no así los restos humanos, que no se depositaron en esta colección. En un futuro próximo y con el respaldo del Ayuntamiento, pretendemos hacer las gestiones oportunas para incorporar estos restos a la Colección.

- Otra vitrina y un panel de apoyo están dedicados a los materiales de la Edad del Bronce procedentes de varios poblados del término municipal.

- A los materiales de la época ibérica se han dedicado dos vitrinas, apoyadas por un panel mural. Un segundo panel dedicado a la inscripción ibérica del Burgal cierra el apoyo gráfico de la exposición.

- Completa la parte arqueológica una muestra de molinos de mano de la Edad del Bronce y otro rotatorio de época ibérica, que hemos tratado de presentar en sus condiciones de uso, reproduciendo las partes de madera que, naturalmente, no se conservan en nuestro clima más que unos pocos años. Estos molinos están expuestos de forma que sea posible su manipulación por parte de los visitantes, sobre todo escolares.

La pequeña exposición esté diseñada con preocupación didáctica, quiere decir, sobre todo, que se ha pensado para que los enseñantes la utilicen como una herramienta más de estudio, permitiéndoles ilustrar sus clases con materiales de primera mano y documentos de apoyo apropiado, pero que no es de ninguna manera suficiente para suplantar la labor del maestro ante sus alumnos.